# 電視馬拉松
電視馬拉松譯自英文telethon(连词“电视”和“马拉松”)，通常指电视转播的筹款活动，持续很多个小时甚至几天，目的是筹集资金用于慈善、政治或其他据称是值得推廣的公益活動。

## 知名電視馬拉松
- 跨国：对抗癌症
- 香港：歡樂滿東華、慈善星輝仁濟夜、星光熠熠耀保良、萬眾同心公益金、善心滿載仁愛堂
- 日本：24小時電視 「愛心救地球」（日本电视台举办）、FNS之日（富士电视台举办）
- 法國：由法国电视台举办的電視馬拉松 (Téléthon)
- 英国：喜劇救濟系列公益活動
- 乌克兰：在俄罗斯全面入侵乌克兰期间，乌克兰的多家电视台联合播出《联合新闻》直播特别报道